# ستيف فيلدز
ستيف فيلدز (بالإنجليزية: Steve Fields)‏ هو لاعب كرة قاعدة أمريكي، ولد في 1941 في الإسكندرية في الولايات المتحدة، وتوفي بنفس المكان في 29 أكتوبر 2009.